# Paul Huet
Paul Huet (Parijs, 3 oktober 1803 – aldaar, 9 januari 1869) was een Frans kunstschilder, etser en lithograaf.
Huet studeerde vanaf 1820 bij Antoine-Jean Gros en later bij Pierre-Narcisse Guérin. Bij deze laatste ontmoette hij Eugène Delacroix, met wie hij bevriend raakte. Ook studeerde hij enige tijd aan de École des Beaux-Arts.
In 1827 debuteerde hij in de Parijse salon. In de jaren 1830 trouwde hij met zijn nicht Céleste Richomme.
Al vroeg werkte hij in de open lucht (en plein air). In zijn vroege werk gebruikte hij motieven uit Parijs en de omgeving van die stad. Later was dat de Kanaalkust.
Hij werd beïnvloed door Engelse landschapschilders als John Constable en Richard Parkes Bonington, met wie hij eveneens nauw bevriend raakte. Zijn werkten vaak samen in Normandië.
Na zijn kennismaking met het werk van Constable op de salon van 1824 veranderde hij zijn stijl van werken. Zijn palet werd donkerder en de verf werd dikker opgebracht.
Huet vervaardigde romantische 'paysages intimes', die sterk contrasteerden met de classicistische tendensen van zijn leermeesters. 'Paysages intimes' zijn weergaven van het vertrouwde, ongecompliceerde landschap, een tendens die in Frankrijk in de loop van de 19e eeuw ontstond met de School van Barbizon. In deze zin, en door het werken in de open lucht, werd hij een van de voorlopers van het impressionisme en van het werk van Louis Dupré en Théodore Rousseau. Huet ontwikkelde zich tot een van de belangrijkste Franse schilders in het genre van de landschapschilderkunst.
In 1841 werd Huet door de Franse overheid onderscheidde met een benoeming tot Ridder in het Legioen van Eer.

## Externe links naar werk van Huet

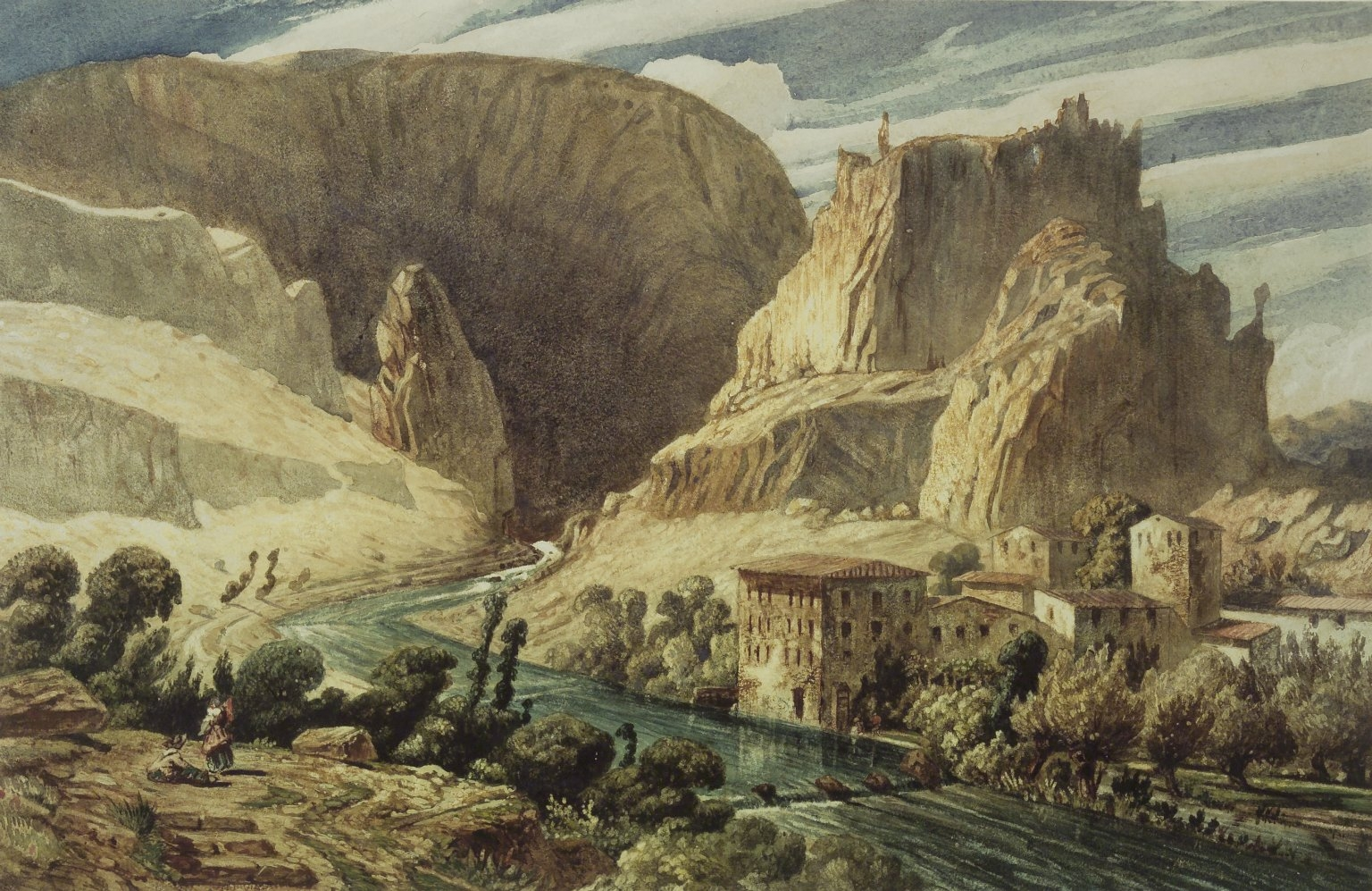
Fontaine de Vaucluse, ca. 1839, aquarel op papier, Brooklyn Museum